# (196926) 2003 UG5
2003 يو جي 5 (ويعرف أيضًا باسم (196926) 2003 يو جي 5 وفق تسمية الكوكب الصغير) (بالإنجليزية: 2003 UG5)‏ هو كويكب ضمن حزام الكويكبات؛ وترتيبه 196926 من حيث الاكتشاف.
اكتُشف هذا الجُرم الفلكي بواسطة جيمس ويتني يونغ في 18 أكتوبر 2003.

## وصلات خارجية
- (196926) 2003 UG5 في قاعدة بيانات مختبر الدفع النفاث لأجرام النظام الشمسي الصغيرة

- الاكتشاف · مخطط المدار ·  العناصر المدارية · المعلمات المادية

- (196926) 2003 UG5 على موقع ويكي سكاي: DSS2, SDSS, GALEX, IRAS, Hydrogen α, X-Ray, Astrophoto, Sky Map, Articles and images